# Langues couchitiques
Les langues couchitiques sont une famille de langues parlées dans la Corne de l'Afrique (Djibouti, Éthiopie, Somalie, Érythrée), dans la Vallée du Nil et le long des côtes de la mer Rouge (du Soudan au sud-est égyptien). Elles forment une des branches de la famille des langues chamito-sémitiques – dites aussi afro-asiatiques ou afrasiennes –, répandues de la moitié nord de l'Afrique jusqu'au Moyen-Orient (l'origine et la direction de l'expansion géographique de ces langues restent incertaines, de l'Asie vers l'Afrique ou de l'Afrique vers l'Asie). Le phylum a été désigné comme couchitique vers 1858.
Le terme « couchitique » vient de Koush, Kouch ou Cush, qui dans la Bible (livre de la Genèse) est le fils de Cham et le petit-fils de Noé et l’ancêtre éponyme des Kouchites, associés dans la Bible au royaume de Koush situé au sud de l’Égypte et en Éthiopie.    
Le géographe arabe Al-Mas'ûdî (896-956) considérait les peuples couchitiques, qui comprennent aujourd'hui les Somalis, les Afars, les Bedjas, les Agäws, les Oromos, et plusieurs autres tribus, comme la progéniture de Koush dans Prairies d'or et mines de pierres précieuses.
Les langues couchitiques les plus parlées sont l'oromo (afaan oromo) parlé principalement en Éthiopie avec environ 35 millions de locuteurs, suivi par le somali (Af-Soomaali / اف سومالى) avec environ 20 millions de locuteurs (y compris les populations de la diaspora), l'afar (qafar afa) (ge'ez: አፋር), avec 5 millions de locuteurs (Éthiopie, Djibouti et Érythrée) et le sidama avec environ trois millions de locuteurs. Une autre  langue couchitique, le bedja (ou bedàwie) est parlée par 1,2 million de personnes. Le somali, qui est avec l'arabe l'une des deux langues officielles de la Somalie, est la seule langue couchitique reconnue comme langue officielle d'un pays. Avec l'afar, c'est aussi l'une des langues nationales reconnues à Djibouti.
Les langues parlées dans l'ancienne culture de Kerma du royaume de Koush (l'actuelle Égypte méridionale et le nord du Soudan) appartenaient également à la branche couchitique des langues afroasiatiques,. Certaines langues parlées au Néolithique dans la région des Grands Lacs auraient également appartenu à la branche couchitique des langues afro-asiatiques.

## Limites

Les langues couchitiques en bleu turquoise dans l'ensemble chamito-sémitique

Les langues omotiques sont parlées essentiellement en Éthiopie et sont considérées par certains linguistes comme une sixième branche chamito-sémitique, mais d'autres les incluent dans le groupe couchitique. Quelques chercheurs contestent la place des langues omotiques dans la famille langues chamito-sémitiques bien que cette idée soit partagée par la plupart des chercheurs et linguistes.

## Classification interne

### Langues couchitiques orientales[8]
- somali (environ 20M de locuteurs)
  - Sous-groupe saho-afar :
    - afar (près de 5M de locuteurs)
    - saho

  - Sous-groupe oriental des hautes terres :
    - burji
    - Sidamo
      - sidamo (près de 3 M de locuteurs)
      - darasa
      - hadiyya (plus d'1M de locuteurs)
      - alaba
      - kambata (plus d'1M de locuteurs)

  - Sous-groupe omo-tana :
    - Langues omo-tana orientales :
      - rendille
      - boni (en)

    - bayso (en)
    - Langues omo-tana occidentales :
      - daasanach
      - arbore
      - elmolo (en)

  - Sous-groupe oriental des basses terres ou oromoïde :
    - oromo (environ 30M de locuteurs)
      - borana
      - waata
      - orma

    - konso-gidole

  - Dullay-yaaku
    - Dullay : gawwada, gollango, dobase, harso, tsamay
    - yaaku (en)

### Langues couchitiques méridionales
- langues du rift
  - iraqw
  - gorowa
  - alagwa
  - burunge
  - kw’adza (éteinte)
  - aasax (éteinte)
- dahalo
- ma’a (hybride bantoue)